# Kasumi Arimura
Pour les articles homonymes, voir Arimura.
 (février 2025).
Si vous disposez d'ouvrages ou d'articles de référence ou si vous connaissez des sites web de qualité traitant du thème abordé ici, merci de compléter l'article en donnant les références utiles à sa vérifiabilité et en les liant à la section « Notes et références ».
Kasumi Arimura (有村 架純, Arimura Kasumi) est une actrice japonaise née le 13 février 1993 à Itami. 

## Biographie
Arimura est née le 13 février 1993 dans la ville d'Itami, préfecture de Hyōgo, au Japon. Elle a une sœur aînée, Airi Arimura, qui est mannequin et actrice.
En décembre 2009, alors qu'elle fréquente le lycée Itami Nishi de la préfecture de Hyogo, Arimura passe une audition pour FLaMme et la réussit. En mai 2010, elle fait sa première apparition dans la série Hagane no Onna. Arimura a gagné en popularité en apparaissant dans le Morning drama Amachan en 2013. Arimura est ensuite apparue en tant qu'actrice principale dans le film Flying Colors, acclamé par la critique, où elle a joué le rôle d'une adolescente troublée qui fréquente une école de bachotage à la demande de sa mère afin d'entrer à l'université. Le film a connu un énorme succès au box-office et a été le 8e film le plus rentable au Japon en 2015. Arimura a été nommée à la fois pour l'Outstanding Performance By An Actress In A Leading Role et le Newcomer of the Year Awards lors de la 39e édition du Japan Academy Film Prize pour son rôle dans le film. Elle a reçu le prix de la révélation de l'année.
Arimura a été sélectionnée comme actrice principale pour Asadora Hiyokko au cours de l'année 2017. Pour son rôle dans le drame, elle a été élue meilleure actrice dans The 94th Television Drama Academy Awards (2017), un prix décerné trimestriellement par un magazine japonais populaire, The Television, et sont basés sur les résultats combinés des votes des lecteurs du magazine, des jurys et des journalistes de télévision au Japon. Elle est depuis apparue dans de nombreux drames télévisés et films acclamés par la critique, tels que Meet Me After School, I Am a Hero, Cafe Funiculi Funicula et Sekigahara. Dans le film Sekigahara, Arimura joue le rôle d'un ninja nommé Hatsume qui est recruté par le légendaire samouraï Ishida Mitsunari. Le film a été nommé pour le prix de l'image de l'année lors de la 41e édition du Japan Academy Film Prize.
Arimura a également joué des rôles dans des œuvres considérées comme controversées par nature. Dans le drame Meet Me After School, Arimura a joué le rôle difficile d'une jeune enseignante qui finit par tomber amoureuse de son élève de 15 ans. Malgré sa nature controversée, le film a été nommé meilleur film dramatique lors de la 99e édition des Japan Television Drama Academy Awards.
L'année 2021 s'est révélée très fructueuse pour Arimura. Elle a joué dans le film We Made A Beautiful Bouquet, qui a été le 8e film le plus rentable de 2021 au Japon. Arimura a reçu le prix de la meilleure actrice lors de la 45e édition du Japan Academy Film Prize pour son rôle dans le film. Arimura a également joué dans les films à succès Rurouni Kenshin : The Final et Rurouni Kenshin : The Beginning, les deux derniers films de la franchise cinématographique épique Rurouni Kenshin, qui consiste en des films adaptés de la série de mangas Rurouni Kenshin. Les deux films ont été d'énormes succès au box-office en 2021 au Japon, rapportant plus de 6,5 milliards de yens cumulés. Arimura a interprété Yukishiro Tomoe, l'épouse décédée du personnage principal Himura Kenshin. Rurouni Kenshin : The Final a été le 6e film le plus rentable, tandis que Rurouni Kenshin : The Beginning a été le 13e film le plus rentable pour l'année 2021 au Japon.
Du côté des séries, Arimura a joué le rôle d'une jeune femme qui a du mal à trouver un emploi et qui tombe par hasard sur un groupe d'humoristes également en difficulté dans la série Life's Punchline (Konto Ga Hajimaru), une tranche de vie de 2021. Pour son rôle dans ce drame, elle a été élue meilleure actrice dans un second rôle lors de la 108e édition des Television Drama Academy Awards, ce qui fait d'elle l'une des rares actrices à avoir remporté à la fois le prix de la meilleure actrice (Hiyokko) et celui de la meilleure actrice dans un second rôle (Life's Punchline) lors des Television Drama Academy Awards.
Arimura est apparue dans le drame Zenkamono (a.k.a Prior Convictions) dans lequel elle jouait le rôle d'un agent de probation volontaire chargé de superviser trois condamnés en liberté conditionnelle. Une version cinématographique de Zenkamono avec Arimura est également sortie en 2022. En 2022, Arimura apparaît aux côtés de Ninomiya Kazunari dans le téléfilm spécial Adventure of Comandante Cappellini (Sensuikan Cappellini-go no Bouken) et joue dans le drame Ishiko and Haneo. Arimura apparaît dans le film Phases of the Moon en décembre 2022.
En janvier 2023, Arimura est apparu dans le 62e drama NHK taiga What Will You Do, Ieyasu ? En février, Kasumi a joué dans le film Call Me Chihiro, produit par Netflix.
En juin 2024, Arimura est apparu dans le film Dear Family en tant que personnage secondaire.
En juillet 2024, Kasumi a joué aux côtés de Ren Meguro dans le drame Where Does The Sea Begin.
En novembre 2024, Kasumi est apparu dans le drame produit par Netflix intitulé Beyond Goodbye. Beyond Goodbye a été classé 9e série télévisée non anglaise la plus regardée sur Netflix lors de sa première semaine de diffusion.

## Filmographie

### Cinéma
- 2011 : Hankyū densha (阪急電車 片道15分の奇跡, Hankyū densha: Katamichi 15-fun-no kiseki?) de Yoshishige Miyake (ja) : Etsuko
- 2011 : Gyaru basar: Sengoku-jidai wa kengai desu
- 2012 : Gekijouban SPEC: Ten : Miyabi Masaki
- 2012 : The Little Maestro : Yoshikawa Misaki
- 2013 : Kodomo keisatsu : la lycéenne
- 2013 : Gekijouban SPEC: Kurōzu - Zen no hen : Miyabi Masaki
- 2013 : Judge
- 2014 : Joshīzu : Kano Midoriyama
- 2015 : Strobe Edge : Ninako Kinoshita
- 2015 : Birigyaru : Sayaka Kudo
- 2015 : Kurumi wari ningyou : Clara
- 2015 : I Am a Hero : Hiromi
- 2016 : Bokudake ga inai machi : Airi Katagiri
- 2016 : Natsumi no hotaru : Natsumi
- 2016 : Nanimono : Mizuki
- 2017 : 3-gatsu no raion zenpen : Koda Kyoko
- 2017 : 3-gatsu no raion kouhen : Koda Kyoko
- 2017 : Sekigahara (関ヶ原?) de Masato Harada : Hatsume
- 2017 : Naratāju : Izumi Kudo
- 2018 : Cafe Funiculi Funicula (コーヒーが冷めないうちに, Kōhī ga samenai uchi ni?) d'Ayuko Tsukahara : Kazu Tokita
- 2018 : Kazokuiro : Akira Okuzono
- 2018 : I'll Go Ahead : Hiromi Miyano
- 2019 : Fortuna's Eye : Aoi Kiryu
- 2020 : I Fell in Love Like a Flower Bouquet : Bijin
- 2020 : Gift of Fire
- 2021 : We Made a Beautiful Bouquet (花束みたいな恋をした?) de Nobuhiro Doi : Kinu Hachiya
- 2021 : Kenshin : L'Achèvement (るろうに剣心 最終章 The Final, Rurōni Kenshin saishū shō: The Final?) de Keishi Ōtomo : Tomoe Yukishiro
- 2021 : Kenshin : Le Commencement (るろうに剣心 最終章 The Beginning, Rurōni Kenshin saishū shō: The Beginning?) de Keishi Ōtomo : Tomoe Yukishiro
- 2023 : Call Me Chihiro (ちひろさん, Chihiro-san?) de Rikiya Imaizumi (ja) : Chihiro

### Télévision
- 2010 : Keizoku 2: SPEC : Masaki Miyabi (10 épisodes)
- 2010-2011 : Hagane no onna : Mana Nishibori (16 épisodes)
- 2011 : 11 nin mo iru! : Sanada Niko (9 épisodes)
- 2012 : Clover : Yui Akiyama (12 épisodes)
- 2012 : Tsurukame josanin : Minami no kuni kara : Sayori (8 épisodes)
- 2013 : Otasukeya Jinpachi : Moe Kamiya (12 épisodes)
- 2013 : Amachan : Wakaki hi no Haruko (9 épisodes)
- 2013 : Nazotoki wa Dinner no Ato de
- 2013 : Star Man: Kono hoshi no koi : Usui Shoko (10 épisodes)
- 2014 : Heartbroken Chocolatier : Koyurugi Matsuri (11 épisodes)
- 2014 : Mozu (10 épisodes)
- 2014 : Yowakutemo Katemasu (11 épisodes)
- 2015 : Yōkoso, Wagaya e (10 épisodes)
- 2015 : Umi ni furu : Miyuki Amaya (7 épisodes)
- 2016 : Itsuka kono koi wo omoidashite kitto naiteshimau (10 épisodes)
- 2017 : Hiyokko (5 épisodes)
- 2018 : Chuugaku seinikki : Hijiri Suenaga (10 épisodes)
- 2019 : Hiyokko 2 : Mineko Yatabe (4 épisodes)
- 2019 : Soshite, ikiru : Toko Ikuta (6 épisodes)
- 2020 : Kasumi Arimura's Filming Break : elle-même (8 épisodes)
- 2020 : Our sister's soulmate : Momoko Adachi
- 2024: Beyond Goodbye: Saeko (diffusé sur Netflix)

## Doublage
- 2014 : Souvenirs de Marnie (思い出のマーニー, Omoide no Marnie?) de Hiromasa Yonebayashi : Marnie
- 2019 : Dragon Quest: Your Story (ドラゴンクエスト ユア・ストーリー, Doragon Kuesuto Yua Sutōrī?) de Takashi Yamazaki : Bianca